# Salgótarján
Salgótarján er en by i den nordlige del af Ungarn. Byen har 30.910(2024) indbyggere og er hovedstaden i provinsen Nógrád.

## Venskabsbyer
- Banská Bystrica, Slovakiet (1975)
- Kemerovo, Rusland (1975)
- Vantaa, Finland (1977)
- Gliwice, Polen (1991)
- Vigarano Mainarda, Italien (1996)
- Lučenec, Slovakiet (2003)
- Uricani, Rumænien (2010)